# Constantin Tudosie
Constantin Tudosie (Leu (Dolj), 23 de março de 1950) foi um handebolista profissional, duas vezes medalhista olímpico.

## Títulos
- Campeonato Mundial de Handebol:
  - Campeão: 1974

- Jogos Olímpicos:
  - Prata: 1976
  - Bronze: 1972